# سباستین رامیرز (بازیکن فوتبال، زاده ۲۰۰۰)
سباستین رامیرز (انگلیسی: Sebastian Ramírez؛ زادهٔ ۴ سپتامبر ۲۰۰۰) بازیکن فوتبال اهل آرژانتین است.
از باشگاه‌هایی که در آن بازی کرده‌است می‌توان به باشگاه فوتبال اتلتیکو هوراکان اشاره کرد.